# Animal dans l'espace
À l'origine on a envoyé des animaux dans l'espace pour tester leur capacité de survie lors de vols spatiaux, en vue de l'envoi futur d'humains (vols spatiaux habités). Par la suite ils ont servi à étudier différents processus biologiques, dont les effets de la microgravité et des rayonnements cosmiques. Ces études font désormais l'objet d'une discipline à part entière, la bioastronautique (en), un domaine de recherche en génie biologique.
En 2025, sept pays ont envoyé des animaux dans l'espace : les États-Unis, l'Union soviétique, la France, l'Argentine, la Chine, le Japon et l'Iran. Il s'est agi de mammifères (singes, chiens, chats, souris, rats, lapins), d'oiseaux (œufs de caille), de reptiles (tortues), d'amphibiens (grenouilles), de poissons (porte-épées, carpes koï), d'arachnides (araignées, scorpions), d'insectes (mouches, drosophiles, abeilles, frelons, papillons, cafards, phasmes, ténébrions, sauterelles), de cnidaires (méduses), de tardigrades et de vers (nématodes). Les plus nombreux sont les mouches (7 600), les méduses (2 479), les poissons (231), les chiens (47) et les singes (32). On a aussi envoyé des plantes (graines d'arbres, maïs, seigle, riz, salades, radis) et des organismes unicellulaires.

## Histoire
Des animaux sont associés à l'exploration aéronautique dès 1783, quand les frères Montgolfier placent un mouton, un canard et un coq dans une montgolfière pour tester si des animaux vivant au sol peuvent survivre. De 1947 à 1960, les États-Unis font s'élever jusqu'à 44 km d'altitude des ballons transportant des drosophiles, des souris, des hamsters, des cobayes, des chats, des chiens, des grenouilles, des poissons rouges et des singes, pour tester l'exposition aux radiations, la réponse physiologique et les systèmes de survie et de récupération. Mais ce n'est pas encore l'espace, la limite entre la haute atmosphère et l'espace étant définie internationalement à l'altitude de 100 km (ligne de Kármán).

### Années 1940

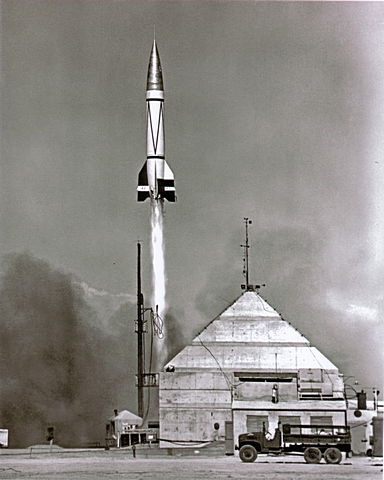
Lancement du V2 no 47, avec à son bord le singe rhésus Albert II.

Les premiers animaux envoyés dans l'espace sont des drosophiles, dans la capsule Blossom à bord d'une fusée V2 lancée par les États-Unis le 20 février 1947, afin d'étudier l'effet de l'exposition aux rayonnements. La fusée atteint l'altitude de 109 km, la capsule est alors éjectée et déploie son parachute. Les drosophiles sont récupérées vivantes. D'autres missions V2 transporteront des échantillons biologiques, dont de la mousse,.
Le premier mammifère envoyé dans l'espace est un singe rhésus nommé Albert II (en), lancé le 14 juin 1949 à bord d'un V2 américain. Il atteint une altitude d'environ 134 km mais meurt au retour en raison d'une panne de parachute. De nombreux singes de plusieurs espèces seront envoyés dans l'espace par les États-Unis dans les années 1950 et 1960, munis de capteurs pour mesurer leurs paramètres vitaux et souvent sous anesthésie lors du lancement. Les deux tiers environ des singes lancés dans les années 1940 et 1950 meurent en mission ou peu après l'atterrissage.

### Années 1950
Le 31 août 1950, une souris à bord du V2 américain Albert V atteint l'altitude de 137 km ; l'animal meurt au retour au sol, le système du parachute étant défaillant. Plusieurs autres souris seront envoyées dans l'espace par les États-Unis les années suivantes.
Le 22 juillet 1951, l'Union soviétique lance le vol R-1 IIIA-1 transportant les chiens Tsygan (en russe : Цыган) et Dezik (Дезик). Ces deux chiens sont les premiers vertébrés ayant survécu à un vol spatial,.
Le 3 novembre 1957, l'Union soviétique lance son deuxième vaisseau spatial en orbite, Spoutnik 2, avec à son bord la chienne Laïka. Elle meurt pendant le vol, la technologie de retour sur Terre d'un satellite n'étant pas encore développée (Spoutnik 2 restera en orbite jusqu'en avril 1958). Au moins dix autres chiens seront envoyés en orbite (et de nombreux autres à bord de vols suborbitaux) avant l'envoi du premier humain, Youri Gagarine, le 12 avril 1961.
Le 13 décembre 1958, l'IRBM Jupiter AM-13 est lancé depuis Cap Canaveral (Floride, États-Unis) avec à son bord un singe-écureuil sud-américain nommé Gordo, formé par la marine américaine. Le parachute de récupération du cône supérieur de la fusée ne fonctionne pas et Gordo est perdu, mais les données télémétriques envoyées pendant le vol montrent que le singe a survécu aux 10 g du lancement, aux 8 min d'apesanteur et aux 40 g de rentrée à 16 000 km/h. Le cône, qui s'est abîmé en mer à 2 411 km de Cap Canaveral, n'est pas récupéré.
Le 28 mai 1959, l'IRBM Jupiter AM-18 emmène les singes Miss Able (un singe rhésus de 3 kg né aux États-Unis) et Miss Baker (un singe-écureuil de 310 g du Pérou) jusqu'à l'altitude de 579 km et sur une distance de 2 735 km depuis Cap Canaveral. Ce sont les premiers singes à survivre à un vol spatial. Ils ont résisté à des accélérations de 38 g et sont restés en apesanteur pendant environ 9 min (le vol complet a duré 16 min). Les singes ont survécu au vol en bon état, mais Miss Able meurt quatre jours après le vol des suites d'une réaction à l'anesthésie, alors qu'elle subit une intervention chirurgicale pour retirer une électrode médicale infectée. Miss Baker est au centre de l'attention des médias au cours des mois suivants, surveillée de près pour détecter tout effet néfaste de son vol spatial (elle est même accouplée pour tester son système reproducteur). Elle meurt le 29 novembre 1984 au U.S. Space & Rocket Center à Huntsville (Alabama).
Le 2 juillet 1959, une fusée soviétique R2 transporte deux chiens spatiaux et Marfusha, le premier lapin à aller dans l'espace, jusqu'à l'altitude de 212 km.
Le 19 septembre 1959, l'IRBM Jupiter AM-23 emporte deux grenouilles et douze souris mais est détruit lors du lancement.
Le 4 décembre 1959, le singe rhésus Sam s'élève jusqu'à l'altitude de 85 km dans le cadre de la mission Little Joe 2 du programme Mercury.

### Années 1960

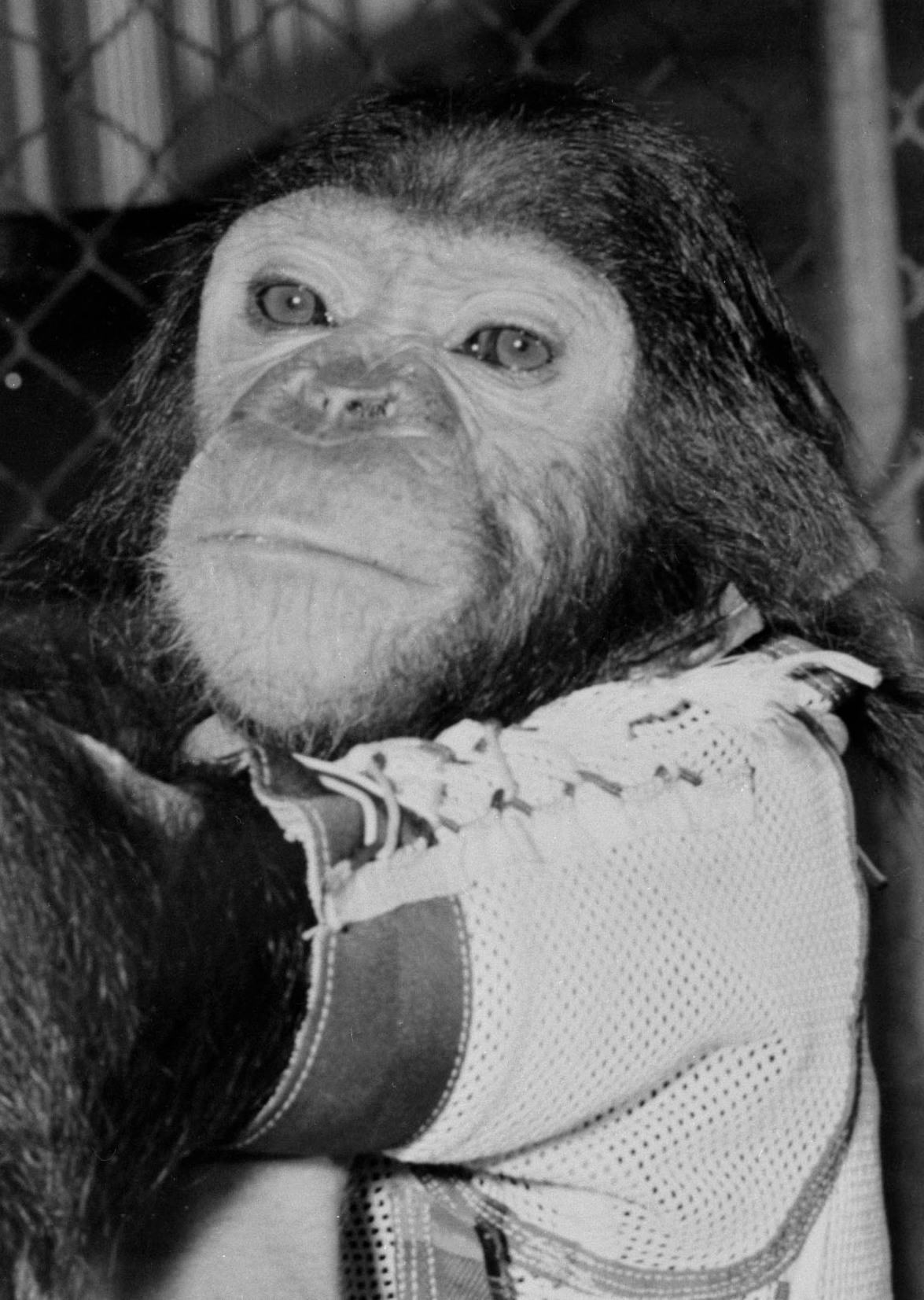
Au cours du vol Mercury-Atlas 5 de la NASA du 29 novembre 1961, Enos est devenu le seul chimpanzé et le troisième primate à orbiter autour de la Terre.

Le 19 août 1960, l'Union soviétique lance Spoutnik 5 avec à son bord les chiens Belka et Strelka ainsi qu'un lapin gris, 40 souris, 2 rats et 15 flacons contenants des drosophiles et des plantes. C'est le premier vaisseau spatial à transporter des animaux en orbite et les ramener vivants,.
Le 13 octobre 1960, les États-Unis envoient les trois souris noires Sally, Amy et Moe à 1 000 km d'altitude et 8 000 km de Cap Canaveral à l'aide d'un lanceur Atlas D 71D. Les souris sont récupérées près de l'île de l'Ascension, en bon état.
Le 31 janvier 1961 (trois mois avant le vol suborbital d'Alan Shepard), le chimpanzé Ham est lancé dans l'espace suborbital à bord d'une capsule Mercury transportée par une fusée Redstone (mission Mercury-Redstone 2) et devient ainsi le premier grand singe dans l'espace. Entraîné à tirer des leviers pour recevoir des récompenses (des pastilles de banane) et éviter les chocs électriques, il démontre la capacité d'effectuer des tâches pendant un vol spatial.
Le premier chat lancé dans l'espace est Félicette, une chatte de gouttière noire et blanche, qui s'envole en octobre 1963 à bord d'une fusée Véronique française pour une mission sub-orbitale organisée par le Cerma. Félicette atteint une altitude de 154 km. Elle survit à la mission, mais est euthanasiée deux mois après son atterrissage afin d'être disséquée.